# John (Vorname)
John ist ein männlicher Vorname. Er ist die englische und norddeutsche Version des Vornamens Johannes.

## Bekannte Namensträger

### Einzelname
- John († nach 1202), schottischer Geistlicher, Bischof von Caithness
- John († 1209), schottischer Geistlicher, Bischof von Whithorn
- John († 1147), schottischer Geistlicher, Bischof von Glasgow
- John († 1203), schottischer Geistlicher, Bischof von St Andrews und Dunkeld
- John († vor 1268), walisischer Geistlicher, Bischof von St Asaph
- John von Beverley († 721), britischer Geistlicher, Bischof von York, Heiliger
- John of Bridlington (1320–1379), englischer Heiliger
- John of Brittany, Earl of Richmond (1266–1334), bretonisch-englischer Adliger
- John of Séez († 1142), Bischof von Rochester

### Vorname

#### A
- John Abercrombie (1944–2017), US-amerikanischer Jazzgitarrist
- John Adams (1735–1826), US-amerikanischer Politiker und zweiter Präsident
- John Aniston (1933–2022), US-amerikanischer Schauspieler
- John Arnold (≈1900–?), US-amerikanischer Blues- und Jazzpianist

#### B
- John Barden (* 1951), irischer Folksänger und -musiker
- John Barry (1933–2011), britischer Filmkomponist und Arrangeur
- John Belushi (1949–1982), US-amerikanischer Sänger und Schauspieler
- John Berryman (1914–1972), US-amerikanischer Dichter und Autor
- John Bonham (1948–1980), britischer Schlagzeuger (Led Zeppelin)
- John Brinckman (1814–1870), deutscher Dichter
- John Anthony Brooks (* 1993), deutsch-US-amerikanischer Fußballspieler
- John Brown (1735–1788), schottischer Mediziner
- John Brown (1736–1803), US-amerikanischer Politiker (Rhode Island)
- John Brown (1757–1837), US-amerikanischer Politiker (Kentucky)
- John Brown (1800–1859), US-amerikanischer Abolitionist
- John Brown (1826–1883), schottischer Diener von Königin Victoria
- John Brown (* 1951), US-amerikanischer Basketballspieler
- John Brown (* 1990), US-amerikanischer American-Football-Spieler (Wide Receiver, Arizona Cardinals)
- John C. Brown (1827–1889), US-amerikanischer Politiker (Tennessee)
- John C. Brown (1844–1900), US-amerikanischer Politiker (Ohio)
- John George Brown (1831–1913), britisch-amerikanischer Maler
- John Butler (* 1986), US-amerikanischer Basketballschiedsrichter

#### C
- John Candy (1950–1994), kanadischer Komiker und Schauspieler
- John Carpenter (* 1948), US-amerikanischer Regisseur, Schauspieler und Filmmusikkomponist
- John Carradine (1906–1988), US-amerikanischer Schauspieler
- John le Carré (1931–2020), britischer Schriftsteller
- John Carter Cash (* 1970), US-amerikanischer Country-Musiker und -Sänger, Songwriter und Musikproduzent
- John Robert Cartwright (1895–1979), kanadischer Richter
- John R. Cash (1932–2003), US-amerikanischer Country-Sänger und Songschreiber, siehe Johnny Cash
- John Celardo (1918–2012), US-amerikanischer Comiczeichner
- John Cena (* 1977), US-amerikanischer Wrestler und Wrestlingfunktionär
- John Cleese (* 1939), britischer Komiker, Schauspieler, Drehbuchautor und Synchronsprecher
- John Clough, US-amerikanischer Skirennläufer
- John Coghlan (* 1946), britischer Schlagzeuger (Status Quo)
- John Comyn, Earl of Angus († 1242), schottischer Adliger
- John Comyn, 7. Earl of Buchan († 1308), schottischer Adliger
- John Comyn, Lord of Badenoch († um 1277), schottischer Adliger
- John Comyn, Lord of Badenoch († 1302), schottischer Adliger und Guardian of Scotland
- John Comyn, Lord of Badenoch († 1306), schottischer Adliger und Guardian of Scotland
- John Comyn, Lord of Badenoch († 1314), schottischer Adliger
- John Conley (* 1989), US-amerikanischer Basketballschiedsrichter
- John Constable (1776–1837), britischer Landschaftsmaler
- John W. Cornforth (1917–2013), australischer Chemiker, Nobelpreisträger
- John Cranko (1927–1973), britischer Tanzregisseur und Choreograf (Stuttgarter Ballett)
- John David Crow (1935–2015), US-amerikanischer American-Football-Spieler
- John Cryan (* 1960), britischer Bankmanager
- John Curry (1949–1994), britischer Eiskunstläufer
- John Cusack (* 1966), US-amerikanischer Schauspieler, Filmproduzent und Drehbuchautor
- John Cynn (* 1984), US-amerikanischer Pokerspieler

#### D
- John D’Arcy May (* 1942), australischer Theologe und Hochschullehrer
- John Denny (* 1952), US-amerikanischer Baseballspieler
- John Denver (1943–1997), US-amerikanischer Musiker
- John Dillinger (1903–1934), US-amerikanischer Gangster
- John Duarte (* 1966), US-amerikanischer Politiker, Geschäftsmann und Landwirt

#### E
- John Eicke (* 1965), deutscher Künstler, siehe JOHNman
- John Entwistle (1944–2002), britischer Rockmusiker (The Who)
- John Esslemont (1874–1925), britischer Autor

#### F
- John Fahey (1939–2001), US-amerikanischer Fingerstyle-Gitarrist und -Komponist
- John Farnham (* 1949), britisch-australischer Sänger
- John Ferraby (1914–1973), britischer Autor
- John Field (1782–1837), irischer Komponist, Pianist und Klavierpädagoge
- John Fitzgerald (* 1960), australischer Tennisspieler
- John F. Fitzgerald (1863–1950), US-amerikanischer Politiker, Bürgermeister von Boston
- John Joseph Fitzgerald (1872–1952), US-amerikanischer Politiker
- John Ford (1586 – nach 1639), englischer Dichter und Dramatiker der Spätrenaissance
- John Forsythe (1918–2010), US-amerikanischer Schauspieler
- John Franklin (1786–1847), britischer Konteradmiral und Polarforscher
- John Frusciante (* 1970), US-amerikanischer Gitarrist
- John Fust (* 1972), kanadisch-schweizerischer Eishockeyspieler und -trainer

#### G
- John Gale (1953–2019), britischer Pokerspieler
- John Eliot Gardiner, CBE (* 1943), britischer Dirigent und Chorleiter
- John Glenn (1921–2016), US-amerikanischer Pilot, Astronaut und Politiker
- John Goble (* 1978), US-amerikanischer Basketballschiedsrichter
- John Goodman (* 1952), US-amerikanischer Schauspieler, Sänger, Filmproduzent und Komiker
- John Gotti (1940–2002), US-amerikanischer Mobster
- John Robert Gregg (1867–1948), US-amerikanischer Stenograf und Stenografie-Erfinder
- John Gudenus (1940–2016), österreichischer Politiker und Adeliger (Graf), sowie Offizier

#### H
- John Robert Hall (* 1949), englischer Pfarrer und Dekan
- John Hammond (1910–1987), US-amerikanischer Musikproduzent und -kritiker
- John Hargreaves (1945–1996), australischer Schauspieler
- John Hargreaves (1945–2024), englischer Snookerspieler
- John Heartfield (1891–1968), deutscher Fotomonteur
- John Hiatt (* 1952), US-amerikanischer Gitarrist, Pianist und Singer-Songwriter
- John Holmes (1944–1988), US-amerikanischer Pornodarsteller
- John Lee Hooker (1917–2001), US-amerikanischer Bluessänger, Songwriter und Gitarrist
- John Höxter (1884–1938), deutscher Maler und Schriftsteller
- John Hurt, Kt CBE (1940–2017), britischer Theater- und Filmschauspieler sowie Synchronsprecher

#### I
- John Illsley (* 1949), britischer Musiker (Dire Straits)
- John Ireland (1879–1962), britischer Komponist
- John Irving (* 1942), US-amerikanischer Schriftsteller

#### J
- John Jackson (1924–2002), US-amerikanischer Bluesmusiker
- John Paul Jones (* 1946), britischer Musiker (Led Zeppelin)
- John Jürgens (* 1964), deutscher Schauspieler und Musiker

#### K
- John F. Kennedy (1917–1963), US-amerikanischer Politiker, Präsident 1961 bis 1963
- John Robert Kerr (1914–1991), australischer Politiker
- John Kerry (* 1943), US-amerikanischer Politiker
- John Maynard Keynes (1883–1946), britischer Ökonom, Politiker und Mathematiker
- John Kincade (* 1946), britischer Sänger (Jenny, Jenny)
- John Knittel (1891–1970), Schweizer Schriftsteller
- John Kowalski (* 1951), polnisch-US-amerikanischer Fußballtrainer

#### L
- John Lennon (1940–1980), englischer Musiker, Komponist und Autor
- John Lithgow (* 1945), US-amerikanischer Schauspieler
- John P. Livadary (1896–1987), US-amerikanischer Tontechniker
- John Locke (1632–1704), englischer Arzt und Philosoph
- John Stanley Lockhart (1935–2006), australischer Jurist, Anwalt und Richter des Federal Court of Australia und Mitglied des WTO Appellate Body
- John D. Loudermilk (1934–2016), US-amerikanischer Country-Sänger und Songwriter
- John Lounsbery (1911–1976), US-amerikanischer Animator
- John Lukic (* 1960), englischer Fußballtorhüter
- John Lundgren (Opernsänger) (* 1968), schwedischer Opernsänger
- John Lundgren (Radsportler) (1940–2024), dänischer Radrennfahrer

#### M
- John Mackey (1941–2011), US-amerikanischer American-Football-Spieler
- John Major (* 1943), britischer Politiker, Premierminister 1990–97
- John Malkovich (* 1953), US-amerikanischer Schauspieler und Filmproduzent
- John Phillips Marquand (1893–1960), US-amerikanischer Schriftsteller
- John Mayall, OBE (1933–2024), britischer Musiker
- John Mayer (* 1977), US-amerikanischer Singer-Songwriter und Gitarrist
- John McCain (1936–2018), US-amerikanischer Politiker
- John McCrea (* 1966), britischer Comiczeichner
- John McCrea (* 1992), britischer Schauspieler
- John McEnroe (* 1959), US-amerikanischer Tennisspieler
- John C. McGinley (* 1959), US-amerikanischer Schauspieler, Regisseur, Produzent, Drehbuchautor und Buchautor
- John McLaughlin (* 1942), britischer Musiker
- John McPhee (* 1931), US-amerikanischer Autor
- John Mellencamp (* 1951), US-amerikanischer Rock- und Folksänger
- John Menger (1876–1941), deutscher Jurist und Parlamentarier
- John Miles (1943–2018), britischer Rennfahrer
- John Miles (1949–2021), britischer Musiker
- John Miles junior, britischer Gitarrist und Songwriter
- John Stuart Mill (1806–1873), britischer Philosoph, Politiker und Ökonom
- John Monnette (* 1982), US-amerikanischer Pokerspieler
- John Moore (1761–1809), britischer General
- John Moore (1788–1867), US-amerikanischer Politiker (Louisiana)
- John Moore, Baron Moore of Lower Marsh (1937–2019), britischer Politiker und Manager
- John Moore (* 1970), irischer Regisseur und Drehbuchautor
- John Moore (* 1990), US-amerikanischer Eishockeyspieler
- John Moore-Brabazon, 1. Baron Brabazon of Tara (1884–1964), britischer Pilot und Politiker
- John Bassett Moore (1860–1947), US-amerikanischer Jurist und Diplomat
- John Morra (* 1989), kanadischer Poolbillardspieler
- John Moulder-Brown (* 1953), britischer Schauspieler
- John Muhl (1879–1943), deutscher Jurist, Polizeibeamter und Genealoge

#### N
- John Forbes Nash Jr. (1928–2015), US-amerikanischer Mathematiker
- John Neumeier (* 1939), US-amerikanischer Tänzer, Choreograf und Ballettdirektor (Ballettschule Hamburg)
- John Niland (* 1944), US-amerikanischer American-Football-Spieler

#### O
- John Oates (* 1949), US-amerikanischer Sänger und Produzent (Duo Hall & Oates)
- John O’Hara (1905–1970), US-amerikanischer Schriftsteller
- John Olden (1918–1965), österreichischer Regisseur, Produzent und Drehbuchschreiber
- John Osborne (1929–1994), britischer Autor

#### P
- John Pappenheimer (1915–2007), US-amerikanischer Physiologe, Hochschullehrer
- John Parish von Senftenberg (1774–1858), deutscher  Kaufmann und Astronom
- John Parr (* 1952), britischer Musiker
- John Pearse (1939–2008), britischer Gitarrist
- John Peden (1863–1944), irischer Fußballspieler
- John Podesta (* 1949), US-amerikanischer Politikberater
- John Prchlik (1925–2003), US-amerikanischer American-Football-Spieler
- John Boynton Priestley (1894–1984), englischer Schriftsteller, Journalist und Literaturkritiker

#### Q
- John Quade (1938–2009), US-amerikanischer Schauspieler
- John Qualen (1899–1987), kanadischer Theater- und Filmschauspieler
- John Quayle (1868–1930), US-amerikanischer Politiker

#### R
- John Rabe (1882–1950), deutscher Kaufmann
- John Racener (* 1985), US-amerikanischer Pokerspieler
- John Richardson (1934–2021), britischer Schauspieler
- John D. Rockefeller (1839–1937), US-amerikanischer Unternehmer
- John Ross (* 1961), kanadischer Freestyle-Skier, Trampolinturner und Stuntman
- John Robert Ross (1938–2025), US-amerikanischer Sprachwissenschaftler

#### S
- John Schmidt (* 1973), US-amerikanischer Poolbillardspieler
- John of Scotland, Earl of Huntingdon (1206–1237), anglo-schottischer Magnat
- John Robert Schrieffer (1931–2019), amerikanischer Physiker
- John Semmelink, eigentlich Herman Jan Semmelink (1938–1959), kanadischer Skirennläufer
- John Severin (1921–2012), US-amerikanischer Comiczeichner und Cartoonist
- John Siegal (1918–2015), US-amerikanischer American-Football-Spieler
- John Springer (1916–2001), US-amerikanischer Presseagent, Filmhistoriker und Autor
- John Steinbeck (1902–1968), US-amerikanischer Schriftsteller, Nobelpreisträger
- John Steinbock (1937–2010), US-amerikanischer Geistlicher, Bischof von Fresno
- John Stephens, bekannt als John Legend (* 1978), US-amerikanischer Musiker und -Songwriter
- John Lloyd Stephens (1805–1852), US-amerikanischer Forschungsreisender, Archäologe und Diplomat
- John Stones (* 1994), englischer Fußballspieler
- John Surtees, CBE (1934–2017), britischer Rennfahrer

#### T
- John Travolta (* 1954), US-amerikanischer Schauspieler, Sänger, Tänzer, Produzent und Autor
- John Tyler (1790–1862), US-amerikanischer Politiker und 10. Präsident

#### U
- John Underwood († 1624), englischer Schauspieler
- John Updike (1932–2009), US-amerikanischer Schriftsteller

#### V
- John Robert Vane (1927–2004), britischer Biochemiker
- John Vassalos (* 1982), griechischer Poolbillardspieler

#### W
- John Walker (1805–1857), schottischer Whiskyfabrikant (Johnnie Walker)
- John Wall (* 1990), US-amerikanischer Basketballspieler
- John Wayne (1907–1979), US-amerikanischer Schauspieler
- John Weisweiler (* 1981), deutscher Althistoriker
- John Williams (* 1932), US-amerikanischer Komponist, Dirigent und Produzent von Film- und Orchestermusik
- John Williams (* 1941), australischer Gitarrist
- John Dawson Winter III (1944–2014), US-amerikanischer Blues-Gitarrist, Sänger und Produzent, siehe Johnny Winter
- John Witt (* 1961), US-amerikanischer Freestyle-Skier

#### Y
- John Paul Young (* 1950), australischer Popsänger

#### Z
- John Zorn (* 1953), US-amerikanischer Komponist, Bandleader und Multi-Instrumentalist.

### Als zweiter Vorname
- Nathan John Schierholtz (* 1984), US-amerikanischer Baseballspieler, siehe Nate Schierholtz
- Honest John Plain (1952–2025), britischer Musiker und Sänger

## Fiktive Figuren
- Little John aus der Robin-Hood-Sage
- John Connor aus dem Science-Fiction-Film Terminator
- John Constantine aus der Comic-Reihe Hellblazer und deren Verfilmung
- John Dorian aus der Fernsehserie Scrubs – Die Anfänger
- John Kramer aus der Saw-Filmreihe
- John Marston, Protagonist des Videospiels Red Dead Redemption
- John McClane aus der Filmreihe Stirb langsam
- John Rambo, alternativ John James Rambo
- Dr. John H. Watson aus den Sherlock-Holmes-Erzählungen
- John Wick